# Parque nacional de las Islas Atlánticas de Galicia
El parque nacional de las Islas Atlánticas de Galicia es un espacio natural protegido español que comprende las islas de Ons, Cíes,  además de los archipiélagos de Sálvora y Cortegada, en las provincias de La Coruña y Pontevedra, comunidad autónoma de Galicia. Tiene una extensión de 1194,8 ha terrestres y 7285,2 ha de superficie marítima. Es el único parque nacional de Galicia y el decimotercero de España en orden cronológico. 
Actualmente es necesario solicitar una autorización a la Junta de Galicia para poder visitar tanto las Islas Cíes como la Isla de Ons.

## Flora y fauna
Este ecosistema marítimo-terrestre alberga un gran bosque de laurel, y más de 200 especies de algas marinas. También destaca por poseer moluscos, corales y anémonas. En cuanto a lo terrestre, se pueden observar gaviotas patiamarillas, cormoranes moñudos, alcas y araos.

## Historia
Hay vestigios de ocupación humana en las islas desde la edad de hierro. También se han encontrado cerámicas de la época del Imperio Romano. Fueron ocupadas por distintas órdenes monásticas durante la Edad Media, fueron propiedad de la Iglesia, aforadas a nobles de la época, atacadas por invasores que las usaron como base de sus incursiones a la costa. Más recientemente, las islas fueron habitadas hasta el siglo XVIII, pero por la acción de los piratas, la población abandonó las islas.[cita requerida]
En 1980 las islas de Cíes fueron declaradas parque natural. Son también Zona de Especial Protección para las aves.
El 1 de julio de 2002 fue declarado como parque nacional. Sin embargo, 6 meses después, la marea negra provocada por el naufragio del petrolero Prestige llegó a sus costas, salvo a las de la isla de Cortegada. Las islas Sisargas y Lobeiras podrían ser incluidas en el parque en el futuro.

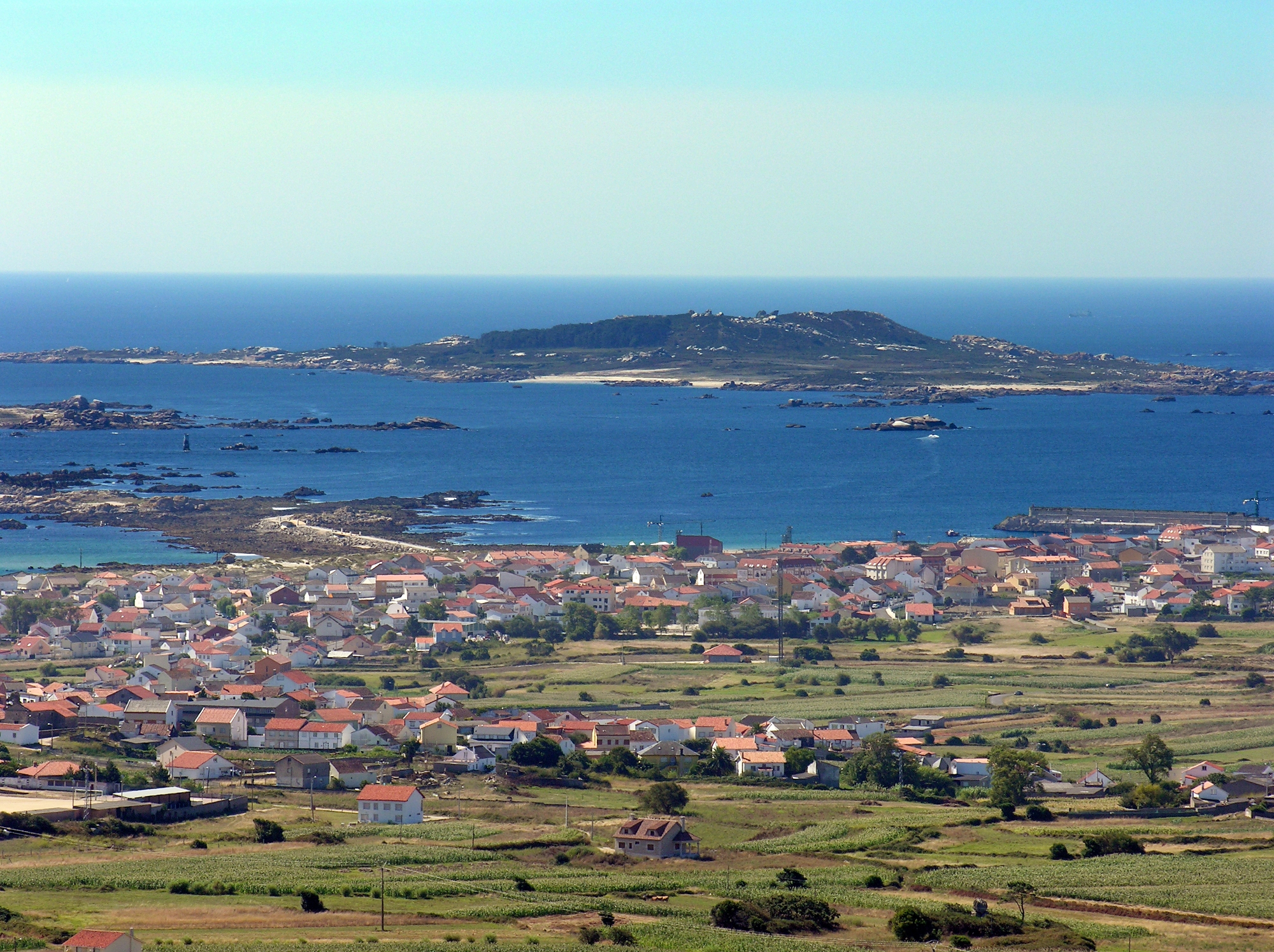
La Isla de Sálvora se encuentra en la entrada de la Ría de Arosa, separada de tierra firme por una distancia de unos 3 km al norte. Ocupa una superficie de cerca de 190 ha y tiene una altitud máxima de 71 metros.

## Archipiélagos e islas integrantes
- Archipiélago de Cíes: Las Islas Cíes forman un archipiélago situado en la boca de la Ría de Vigo.[4] Pertenecen al municipio de Vigo (parroquia de San Francisco de Afora), y se encuentran en los 42°15′ de latitud norte, y los 8°54′ de longitud oeste. En febrero de 2007, el periódico británico The Guardian eligió la playa de Rodas, en la isla de Monteagudo, como la mejor playa del mundo.[5] En noviembre del año 2013 el Ayuntamiento de Vigo inició los trámites para que las Islas sean declaradas Patrimonio de la Humanidad,[6] posteriormente en mayo del año 2017 la Junta de Galicia envío su solicitud al Ministerio de Cultura solicitando que todo el conjunto del parque de las Islas Atlánticas sea reconocido por la Unesco.[7]

- Archipiélago de Ons: Las islas Ons forman un archipiélago situado en la boca de la Ría de Pontevedra en las coordenadas: 42°22′50″N, 8°56′00″O. Se compone de la isla de Ons, la isla de Onza u Onzeta, y otros pequeños peñascos entre los que destacan El Corveiro. En la estación estival se realizan viajes marítimos a diario desde los puertos de Marín, Cangas, Bueu, Sangenjo y Portonovo.

- Isla de Cortegada: La Isla de Cortegada es una isla situada en la provincia de Pontevedra, en el interior de la Ría de Arosa. Es la mayor de un archipiélago que aparte de Cortegada cuenta con otros grupos de islas, como las Islas Malveiras o las Islas Briñas.

- Isla de Sálvora: La Isla de Sálvora es una isla del océano Atlántico, que se encuentra en la bocana de la ría de Arosa, Galicia, España.

## Archipiélagos e islas aspirantes

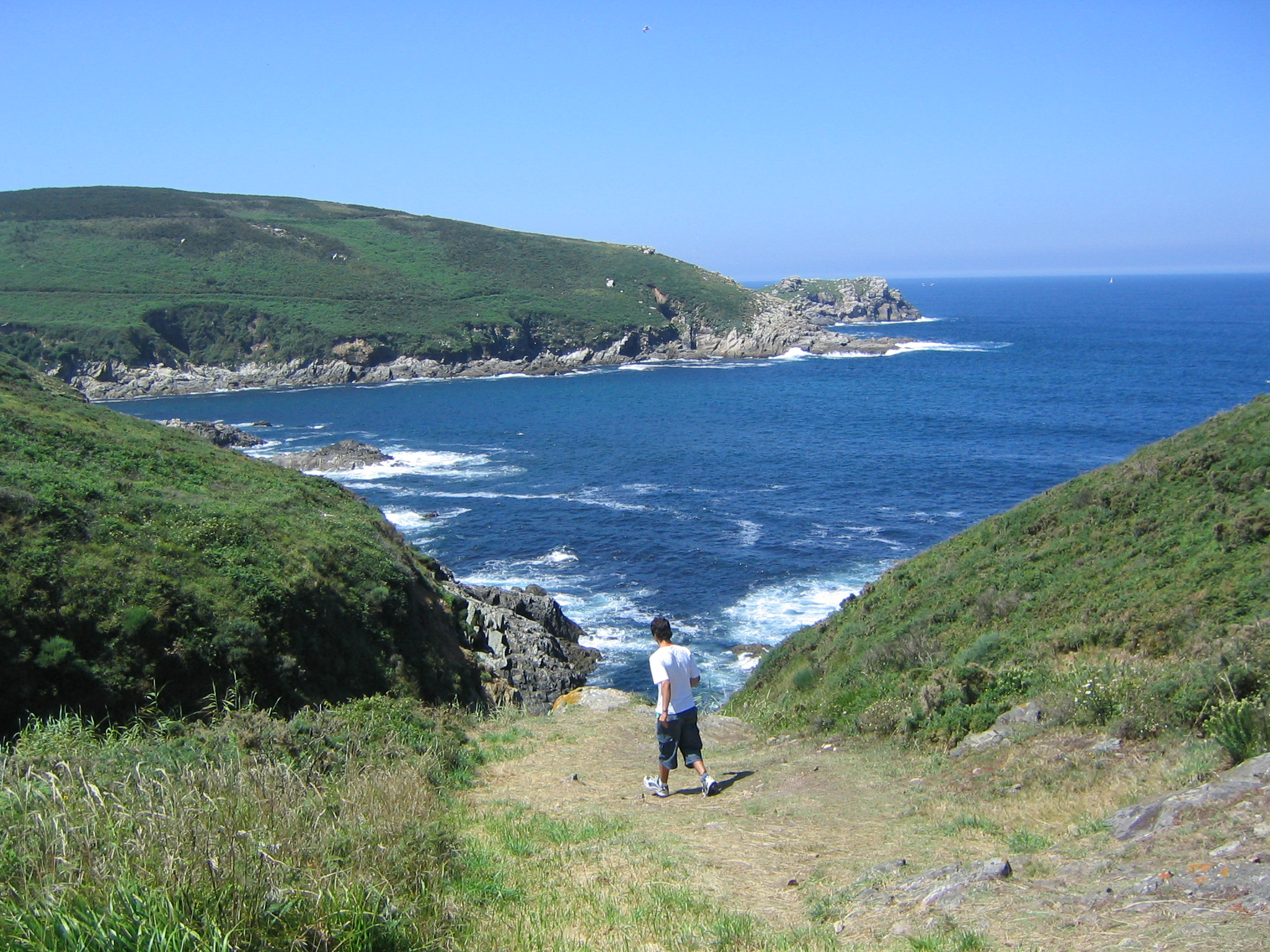
Isla de Ons.

Aparte de la islas que pertenecen al conjunto del parque nacional, hay otras islas que aspiran a integrarlo o que están en proceso para ello:
- Isla de Tambo: Situada en medio de la Ría de Pontevedra, ya en su parte final, frente a la villa de Marín aunque pertenece al ayuntamiento de Poyo. Tiene una superficie de 28 hectáreas y alcanza los 80 metros de altitud. Es ovalada y tiene una típica forma piramidal completamente cubierta de arbolado, especialmente eucaliptos. Por el sur tiene una pequeña península que parece casi una isla vista desde tierra y que cuenta con un viejo faro. Tambo cuenta con dos playas unidas en la parte norte de la isla y con tres pequeños embarcaderos. El principal problema para la inclusión de la isla en el parque nacional es la relativa suciedad de las aguas en el interior de la ría producida, principalmente, por la falta de depuradora en la ciudad de Pontevedra. A esto hay que añadir la ocupación militar que la isla ha tenido desde hace décadas hasta su reciente desocupación.

- Islas Sisargas: Estas islas pertenecen al ayuntamiento de Malpica de Bergantiños y al igual que Tambo su adhesión al parque nacional depende principalmente de la compra por parte del Gobierno o de la Xunta de Galicia a sus dueños y hacerla, así, pública. A diferencia de todas las demás islas estas se encuentran fuera de las Rías Bajas, en la zona de la Costa de la Muerte. El archipiélago está formado por tres islas, llamadas Sisarga Grande, Malante y Sisarga Chica, y una serie de islotes circundantes. Las islas son en su mayoría de naturaleza escarpada, lo que propicia que en la Sisarga Grande haya numerosos acantilados. Sin embargo, en esta misma isla podemos encontrar un embarcadero y una pequeña playa en el sur. El primer faro del archipiélago fue construido en 1853 y en la antigūedad se dice que hubo algún tipo de fortificación religiosa derruida por el tiempo y por los ataques normandos a la isla. La riqueza ornitológica de las islas queda patente en las numerosas colonias de aves endémicas de estos parajes o que están en peligro de extinción como la gaviota sombría o la gaviota tridáctila.

## Centro de interpretación
En la ciudad de Vigo está situado el Centro de Visitantes Cambón, el cual es un centro de interpretación didáctico del parque nacional de las Islas Atlánticas de Galicia, en sus instalaciones cuenta con 1500 m² destinados a áreas expositivas, auditorio, aulas y zona de oficinas; en estas dependencias los visitantes podrán conocer al detalle la flora, la fauna y el patrimonio del parque, destacando además las cabinas teletransportadoras con efectos visuales y diversos contenidos interactivos.